# Костомар (Аршалинський район)
Костома́р (каз. Қостомар) — село у складі Аршалинського району Акмолинської області Казахстану. Входить до складу Булаксайського сільського округу.
Населення — 368 осіб (2021; 447 у 2009, 395 у 1999, 344 у 1989).
Національний склад станом на 1989 рік:
- казахи — 61 %;
- росіяни — 20 %.

До 2000 року село називалося Херсоновка.